# Scream (canción de Avenged Sevenfold)
«Scream» es el quinto y último sencillo de Avenged Sevenfold, de su álbum homónimo Avenged Sevenfold. Alcanzó el número nueve en las tablas Hot Mainstream Rock Tracks de E.U y el número 26 en las tablas Alternative Songs de E.U..Es el segundo de cinco sencillos escritos por M. Shadows. Este también es el último sencillo en el que The Rev fue el baterista.
"Scream" fue publicado el 27 de julio de 2010 para que fuera descargable para el Rock Band 2 junto con "Nightmare" y "Seize the Day".

## Vídeo musical
El 31 de octubre de 2008, Avenged Sevenfold dijo a sus fanáticos que podrían hacer su propio vídeo. El vídeo tenía que ser subido a YouTube antes del 30 de noviembre de 2008. El ganador y los cinco finalistas del concurso iban a ser anunciados el 15 de diciembre de 2008 e iba a recibir un ordenador MacBook Air que venía con vídeos, música de Avenged Sevenfold y otras bandas. El vídeo ganador aparece en la página de Avenged Sevenfold, en su cuenta de MySpace, en su cuenta de YouTube, y su cuenta de Facebook. Los cinco finalistas iban a ganar una copia del DVD y CD Live in the LBC & Diamonds in the Rough, autografiado por los integrantes de la banda; también un paquete de mercancía de los finalistas.

## Personal
Avenged Sevenfold
- M. Shadows - Voz
- Synyster Gates - Guitarra principal
- Zacky Vengeance - Guitarra rítmica
- Johnny Christ - bajo
- The Rev - baterista , voz